# Burg Vettelhoven

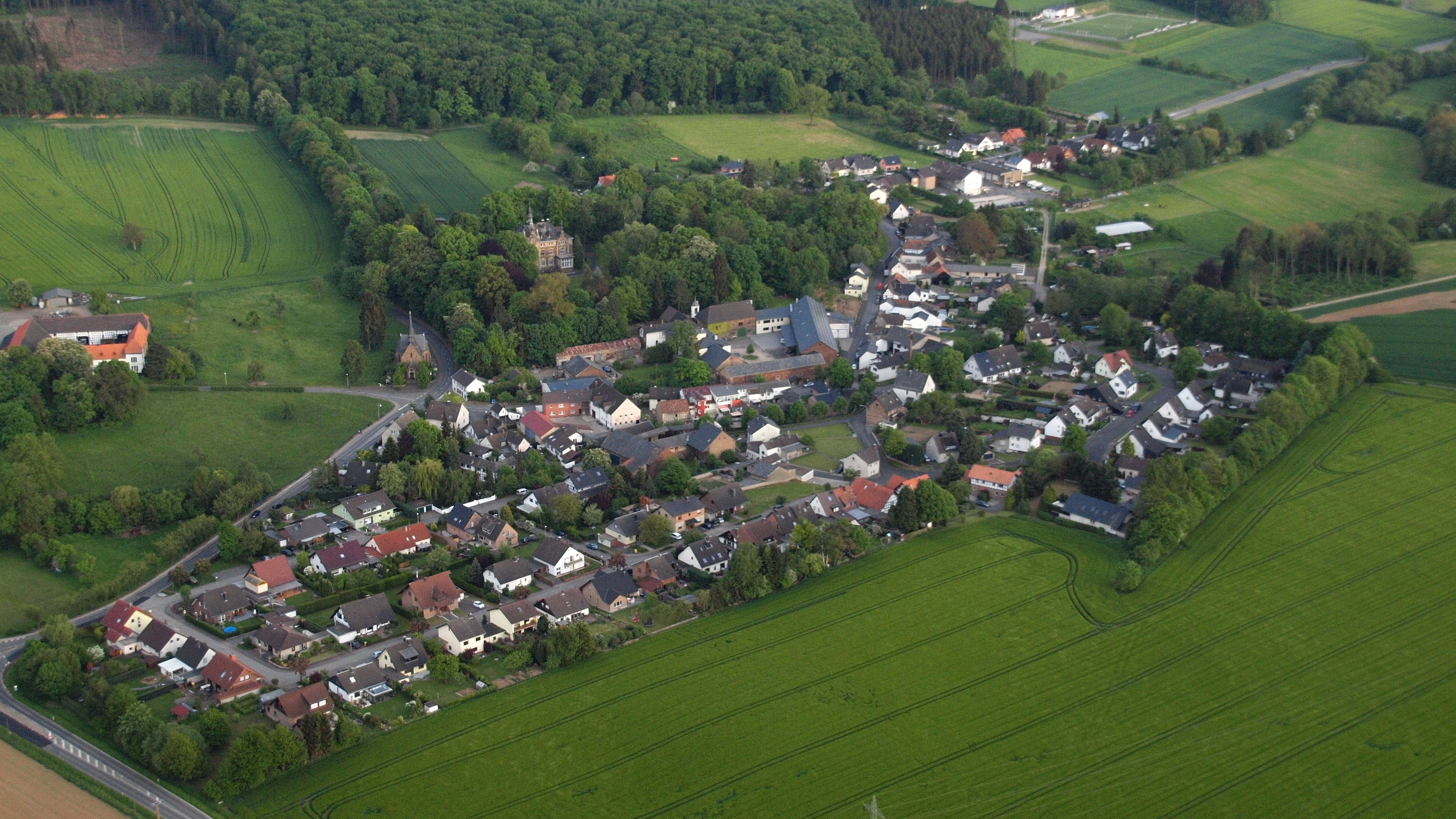
Blick auf den Ort mit Schloss, ehem. Burg (Bildmitte) und Kapelle zum Heiligen Kreuz

Die Burg Vettelhoven in Vettelhoven in der rheinland-pfälzischen Ortsgemeinde Grafschaft wird heute baulich verändert als Gutshof landwirtschaftlich genutzt.

## Geschichte
Der fränkische Edle Watilo gab einst Hof und Dorf Vettelhoven im Kreis Ahrweiler den Namen. Ein Ritter Dietrich von Vettelhoven wird erstmals 1248 genannt. 1254 tritt ein Adeliger namens Richard von Vettelhoven urkundlich in Erscheinung. Seine Nachfahren bauten im 15. Jahrhundert die Burg von Vettelhoven, ein erster Vorläufer der sich in unmittelbarer Nähe befindlichen heutigen Schlossanlage Schloss Vettelhoven. 1889 hat die Familie de Weerth das Anwesen erworben.

## Baubeschreibung
Burghaus mit Eckrundtrum (15. Jahrhundert) und spätgotischen Portalöffnungen; Verwalterhaus (Mitte des 19. Jahrhunderts) mit Turm, landwirtschaftliche Nebengebäude.
Im Laufe der Jahrhunderte wurde auf dem Gelände an der Mittelstraße 9 viel gebaut. Die Reste der ehemaligen Burg Vettelhoven sind deshalb erst auf den zweiten Blick zu erkennen. An der südöstlichen Grenze der Hofbebauung der alte Turm, zu dem eine breite Treppe führt. In einem Türsturz am Wohngebäude sind die Namen der ehemaligen Besitzer der Burg mit den Wappen ihrer Familien verewigt: Metternich, Beissel, von Gimnich, Kolff Wilprecht. In der Mitte befindet sich die Jahreszahl 1539.